# Convención Interamericana sobre Desaparición Forzada de Personas
La Convención Interamericana sobre Desaparición Forzada de Personas es uno de los principales tratados internacionales en materia de derechos humanos. Fue adoptada por la Organización de Estados Americanos (OEA) el 9 de junio de 1994, y entró en vigor el 28 de marzo de 1996, luego de alcanzar la segunda ratificación como está establecido en la Convención.

## Antecedentes
A partir de las normas aparecidas para juzgar los crímenes contra la humanidad cometidos durante la Segunda Guerra Mundial, se constituyó en 1980 el Grupo de Trabajo sobre Desapariciones Forzadas o Involuntarias, dependiente de la Comisión de Derechos Humanos de Naciones Unidas, y en 1983, la Organización de Estados Americanos (OEA) emitió su resolución 666 XIII-0/83 que toda desaparición forzada debería calificarse de crimen contra la humanidad.
La Corte Interamericana de Derechos Humanos (CIDH) en 1988 y 1989 pronunció las primeras sentencias condenatorias por casos de desapariciones en contra del Estado de Honduras.
En la década de 1990 se firmaron la Declaración sobre la protección de todas las personas contra las desapariciones forzadas de la Asamblea General de Naciones Unidas de 1992, la Convención Interamericana dobre Desaparición Forzada de Personas de 1994, la tipificación universal en el Estatuto de Roma de la Corte Penal Internacional de 1998. Finalmente en 2006 la Asamblea general de Naciones Unidas aprobó el texto de la Convención Internacional para la protección de todas las Personas contra las Desapariciones Forzadas de las Naciones Unidas, cuya firma fue celebrada en París el 6 de febrero de 2007, estableciendo una serie de obligaciones universales jurídicamente vinculantes para los estados signatarios.
El Premio Nobel de la Paz entregado al argentino Adolfo Pérez Esquivel en 1980 y a la guatemalteca Rigoberta Menchú en 1992, estuvieron relacionados con sus actividades de lucha contra la desaparición de personas.
En América Latina tuvo gran incidencia por los antecedentes  de desaparición forzada de personas, modalidad del terrorismo de Estado, que tuvo lugar desde el último cuarto del Siglo XX a raíz de la multiplicación de los casos de desaparecidos en esta región y gracias a la movilización de sectores de la opinión pública y de la sociedad civil, y en particular por la iniciativa de organizaciones no gubernamentales que surgieron primero en estos países y luego, en muchos otros del mundo, especializándose en su denuncia y concientización.

## La Convención
La Convención Interamericana sobre Desaparición Forzada de Personas fue el primer instrumento jurídico en establecer mecanismos que permitieran dictar sentencias definitivas y obligatorias en casos interestatales y particulares expresamente reconocidas por los Estados Partes interesados.
La Convención considera la desaparición forzada en su preámbulo como delito de lesa humanidad imprescriptible:

...CONSIDERANDO que la desaparición forzada de personas constituye una afrenta a la conciencia del Hemisferio y una grave ofensa de naturaleza odiosa a la dignidad intrínseca de la persona humana... REAFIRMANDO que la práctica sistemática de la desaparición forzada de personas constituye un crimen de lesa humanidad

que define del siguiente modo en su artículo II:

Art. II. Para los efectos de la presente Convención, se considera desaparición forzada la privación de la libertad a una o más personas, cualquiera que fuere su forma, cometida por agentes del Estado o por personas o grupos de personas que actúen con la autorización, el apoyo o la aquiescencia del Estado, seguida de la falta de información o de la negativa a reconocer dicha privación de libertad o de informar sobre el paradero de la persona, con lo cual se impide el ejercicio de los recursos legales y de las garantías procesales pertinentes.

En el artículo III requiere de los Estados la adaptación de sus códigos penales para la tipificación del delito de desaparición forzada:

Art. III. Los Estados Partes se comprometen a adoptar, con arreglo a sus procedimientos constitucionales, las medidas legislativas que fueren necesarias para tipificar como delito la desaparición forzada de personas, y a imponerle una pena apropiada que tenga en cuenta su extrema gravedad. Dicho delito será considerado como continuado o permanente mientras no se establezca el destino o paradero de la víctima